# Хидроним
Хидроними су географски називи водених површина на Земљи.
Деле се на:
- океанониме (називи океана)
- пелагониме (називи мора)
- лимнониме (називи језера)
- потамониме (називи речних токова)
- хелониме (називи мочвара)